# Daniel Jödemann
Daniel Jödemann (* 1978 in Bielefeld) ist ein deutscher Autor von Fantasyliteratur.

## Leben
Jödemann machte in Bielefeld eine Ausbildung zum Gestaltungstechnischen Assistenten für Industriedesign. In Wuppertal folgte ein Architekturstudium. Nach mehreren erfolgreichen Teilnahmen an Abenteuerschreibwettbewerben (Goldenen Becher und Gänsekiel & Tastenschlag), wo er 1. und 2. Plätze errang, arbeitete er ab 2004 beim Verlag Fantasy Productions, wo er an zahlreichen Rollenspielbänden von Das Schwarze Auge (DSA) und unter anderem an den Regionalspielhilfen „Am Großen Fluss“, „Herz des Reiches“ und „Land des Schwarzen Bären“ mitarbeitete. Seit 2009 verfasste er Romane aus der Welt Aventurien, darunter die sechsteilige Reihe „Das Blut der Castesier“. Daneben ist er als Illustrator, sowohl für DSA als auch für andere Rollenspiele und Verlage tätig.

## Romane
- In den Nebeln Havenas, Fantasy Productions; 2007, ISBN 3-89064-496-1
- Die letzte Kaiserin, Fantasy Productions; 2009, ISBN 3-89064-244-6
- Der erste Kaiser, Fantasy Productions; 2009, ISBN 3-89064-247-0
- Blutnacht, Ulisses Spiele; 2019, ISBN 978-3-96331-182-6.
- Schwarze Schwingen, Ulisses Spiele; 2019, ISBN 978-3-96331-183-3
- Stadt der hundert Türme, Ulisses Spiele; 2019, ISBN 978-3-96331-184-0
- Dunkles Verlangen, Ulisses Spiele; 2019, ISBN 978-3-96331-185-7
- Blutsbande, Ulisses Spiele; 2020, ISBN 978-3-96331-186-4
- Reich der Toten, Ulisses Spiele; 2020, ISBN 978-3-96331-187-1
- Eis, Ulisses Spiele; 2021, ISBN 978-3-96331-583-1